# Bloods und Crips

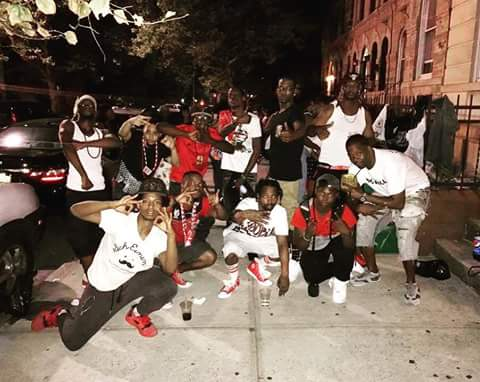
„Hancock Street Bloods Gang“, Brooklyn/NYC

Die Crips und die Bloods sind zwei der drei großen US-amerikanischen Gangs. Sie entstammen beide dem Gebiet von Los Angeles, Kalifornien. Die drittgrößte Bande ist die Mara Salvatrucha, diese steht jedoch weder zu Bloods noch zu Crips in einer ähnlich feindschaftlichen Beziehung wie diese zueinander.
Die beiden Gruppen, die sich wiederum in viele Einzelgruppierungen unterteilen, beherrschen Teile des illegalen Drogen-Marktes der kalifornischen Stadt, obwohl andere, insbesondere hispanische Gangs, zum Beispiel Mara Salvatrucha, an Gewicht in Los Angeles gewinnen. Die Bloods und Crips zeichnen sich durch ein außergewöhnlich hohes Maß an Gewalt aus, und es kommt bis zum heutigen Tag sowohl zwischen einzelnen Crip-Gangs als auch zwischen Bloods und Crips regelmäßig zu blutigen Zusammenstößen, die unter anderem dazu geführt haben, dass zurzeit etwa einhundert Mitglieder dieser Gangs in den Todeszellen von Kalifornien sitzen.
Die Crips sind eine Straßengang, die ursprünglich von Raymond Washington 1969 unter dem Namen „Baby Avenues“ gegründet wurde. Nach einiger Zeit nahm die Größe der Gang rapide zu und sie benannte sich um in „Avenues Crips“. Der Name „Crips“ bürgerte sich später ein und bezieht sich auf die Abkürzung „Community Revolution in Progress“. Ihr Erkennungszeichen sind hauptsächlich die blauen „Bandanas“. Das Tragen der blauen Kopftücher ist jedoch ein Erkennungszeichen mit abnehmender Bedeutung.
Der Name Bloods ist eine Verkürzung der Bezeichnung „Blood Alliance“ für das Bündnis rivalisierender Gangs, die sich unter dem Eindruck zunehmender Aggression und Expansion der Crips in den 1970er Jahren entschlossen haben, ihre Präsenz nach außen zu vereinheitlichen. Das Erkennungszeichen der Bloods sind analog zu den Crips die roten „Bandanas“, wobei auch hier das Tragen roter Kopftücher zwar noch praktiziert wird, aber nicht mehr von der gleichen Bedeutung ist wie in früheren Zeiten.

## Geschichtlicher Hintergrund

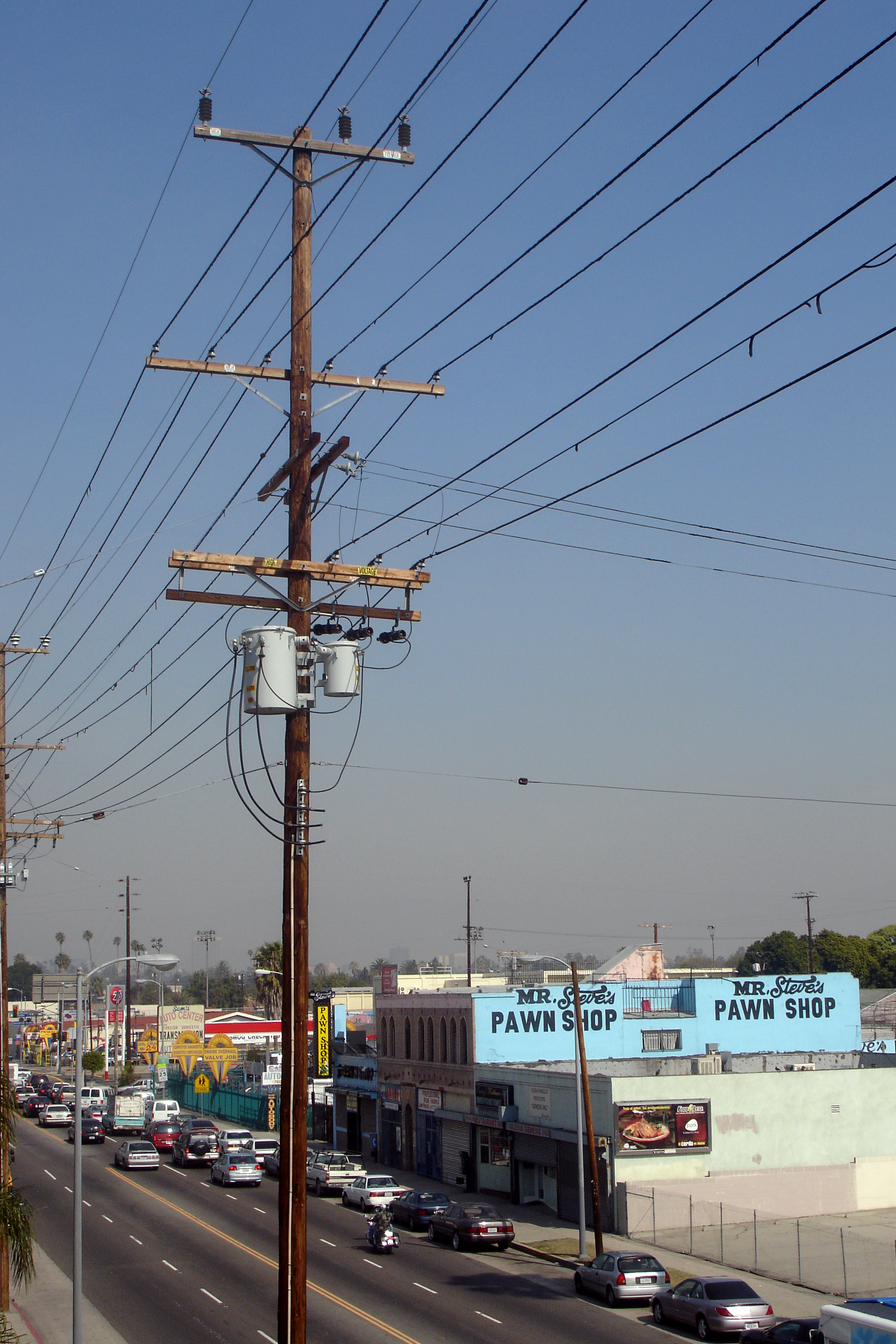
South Central L.A. Straßenbild

Die Anfänge der Crips und ihrer Rivalen, der Bloods, lassen sich im  sozialen Umfeld von Los Angeles in den 1960er Jahren finden. Zu dieser Zeit gab es bereits eine sehr vielfältige Bandenszene, die sowohl weiße als auch schwarze, selten gemischte, Jugendbanden umfasste. In jenem Gebiet, das später als South Central Los Angeles (heute South Los Angeles) bekannt wurde, erreichten die sozialen Spannungen ein besonders hohes Maß. South Central war besonders schwer durch den wirtschaftlichen Niedergang geprägt. In Compton beispielsweise gab es kein einziges Kino mehr und der letzte große Supermarkt schloss 1979 wegen zu häufiger Schießereien. Viele weiße bürgerliche Familien aus dem Mittelstand verließen die Gegend, und mit ihnen verschwand das, was Beobachter „Mittelstands-Organisation und -Koordination“ der Nachbarschaften nennen. South Central verarmte zunehmend und erlebte einen zuvor nicht gekannten Grad der Ghettoisierung. Daneben kam es in regelmäßigen Abständen zu Übergriffen auf die nun dominante schwarze Bevölkerung durch weiße Jugendbanden mit Ursprung in Städten wie Huntington Park, Bell und South Gate. Hier zu nennen wären insbesondere die „Spook Hunters“. Dies führte zu Gegenreaktionen sich formierender schwarzer Jugendbanden und ließ schließlich auch das Los Angeles Police Department (LAPD) seine Präsenz verstärken. Unter der Leitung von Chief William Parker entfremdete es mit einer Politik der Härte und mehrfachen gewalttätigen Übergriffen auf diese Banden sowie genereller Verdächtigung der schwarzen Bevölkerung von South Central Los Angeles und insbesondere der Jugendlichen so weit, dass sich diese in der Ausübung von Selbstjustiz weiter bestätigt fühlten.
Die Zustände ermöglichten, dass sich 1965 die anscheinend routinemäßige Kontrolle eines mutmaßlich alkoholisierten Autofahrers im South Central-Stadtteil Watts durch einen Polizisten der California Highway Patrol zu einem Aufstand von beispiellosen Ausmaßen auswuchs. Er ging unter der Bezeichnung „Watts-Aufruhr“ in die Geschichte ein. Die Unruhen erfassten den gesamten genannten Stadtteil, dauerten sechs Tage an und forderten neben ca. 1000 Verwundeten nach offiziellen Darstellungen auch bis zu 34 Todesopfer. Die Unruhen wurden durch weite Teile der Bevölkerung von Watts getragen und die Einmischung von Banden war sehr begrenzt.
Infolge dieser Ereignisse erhielten politische Gruppierungen, insbesondere die 1966 in Oakland, Kalifornien gegründete Black Panther Party (BPP), einen beträchtlichen Zuwachs an Rückhalt durch die schwarze Bevölkerung im Allgemeinen und durch die Jugendlichen im Speziellen. Das machte die BPP zu einem Hauptziel für polizeiliche Ermittlungsarbeit und führte zu deren Unterwanderung und Störung, vor allem durch das FBI im Rahmen des geheimen COINTELPRO-Programms. Zudem rivalisierte die BPP mit einer anderen Gruppierung, der US-Organization, welche sich wie die BPP zum Ziel gesetzt hatte, polizeiliche Aktivitäten zu überwachen und sich ebenfalls durch ein stark politisiertes Erscheinungsbild auszeichnete. Polizeiüberwachung, Verhaftungen und gewalttätige Auseinandersetzungen zwischen beiden Gruppen führten zu deren Verfall und bis etwa 1970 waren diese politischen Organisationen praktisch wieder verschwunden und hinterließen ein Machtvakuum auch in Los Angeles, welches in der Folge durch Jugendbanden gefüllt wurde, v. a. durch die Crips.

## Gründung und Entwicklung von Crips und Bloods

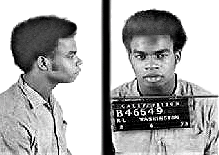
Raymond Lee Washington, Gründer der Crips

Die Familie des damals dreijährigen Raymond Lee Washington zog 1956 nach Los Angeles. Er war somit später als Jugendlicher Zeitzeuge der gesamten Entwicklung in Los Angeles und es ist naheliegend, dass besonders die Watts-Unruhen einen bleibenden Eindruck bei ihm hinterließen. Washington war ein großer Bewunderer der Black Panther Party, der er aufgrund seines Alter allerdings nicht beitreten durfte. 1969, mit 16 Jahren, entschloss er sich zusammen mit neun anderen Jugendlichen, darunter Greg „Batman“ Davis, eine eigene Gang zu gründen, die sich zunächst an den Idealen der BPP und einer anderen Gang, den „Avenues“, orientierte. Der Name dieser neuen Gang lautete in Anlehnung an die Avenues und aufgrund des jugendlichen Alters der Mitglieder Baby Avenues, andere Bezeichnungen waren Baby Cribs oder Avenue Cribs (man beachte das „b“ in Cribs, das Wort deutete ebenfalls auf das niedrige Alter der Mitglieder hin und darf nicht mit dem späteren Crips verwechselt werden).
In ihrer Kleidung orientierten sich die Baby Avenues zunächst stark an der BPP, mit schwarzen Lederjacken und Handschuhen, daneben trugen sie Hüte und Hosen in Beige sowie einen Spazierstock, der vermutlich dazu beitrug, dass die Gang-Mitglieder nach ihrer Erscheinung später die Bezeichnung „Crips/Krüppel“ durch die lokale Berichterstattung erhielten. Die Crips waren zunächst einfach darauf aus, die Rolle zu übernehmen, die die BPP einst ausgefüllt hatte. Allerdings fehlte ihnen von vornherein die politische Programmatik der Black Panther, stattdessen konzentrierten sie sich ausschließlich auf den Aspekt einer Bürgerwehr und Schutzmacht in den betreffenden Territorien (turfs). Aufgrund der Armut der Mitglieder und ihrem gleichzeitigen Drang, sich dem Crib-Dresscode anzupassen, kamen einige der ersten Vergehen gegen Unbeteiligte zustande. Dies waren im Wesentlichen Einbrüche in Bekleidungsgeschäfte und Diebstähle von Lederjacken etc. auf offener Straße. Ein solcher Diebstahl wuchs sich zum ersten Mord aus, als ein Jugendlicher während des Diebstahls eines Ledermantels durch eine Gruppe von Jugendlichen, die allesamt in ihrem Erscheinungsbild Crib-Mitgliedern entsprachen, zu Tode geprügelt wurde. Die Presse (Los Angeles Times, 1972) prägte in diesem Zusammenhang die Bezeichnung „Crips“ für die Mitglieder dieser Gang. „Crippin'“ sollte sich daraufhin zum Lebensstil vieler Cribs auswachsen.

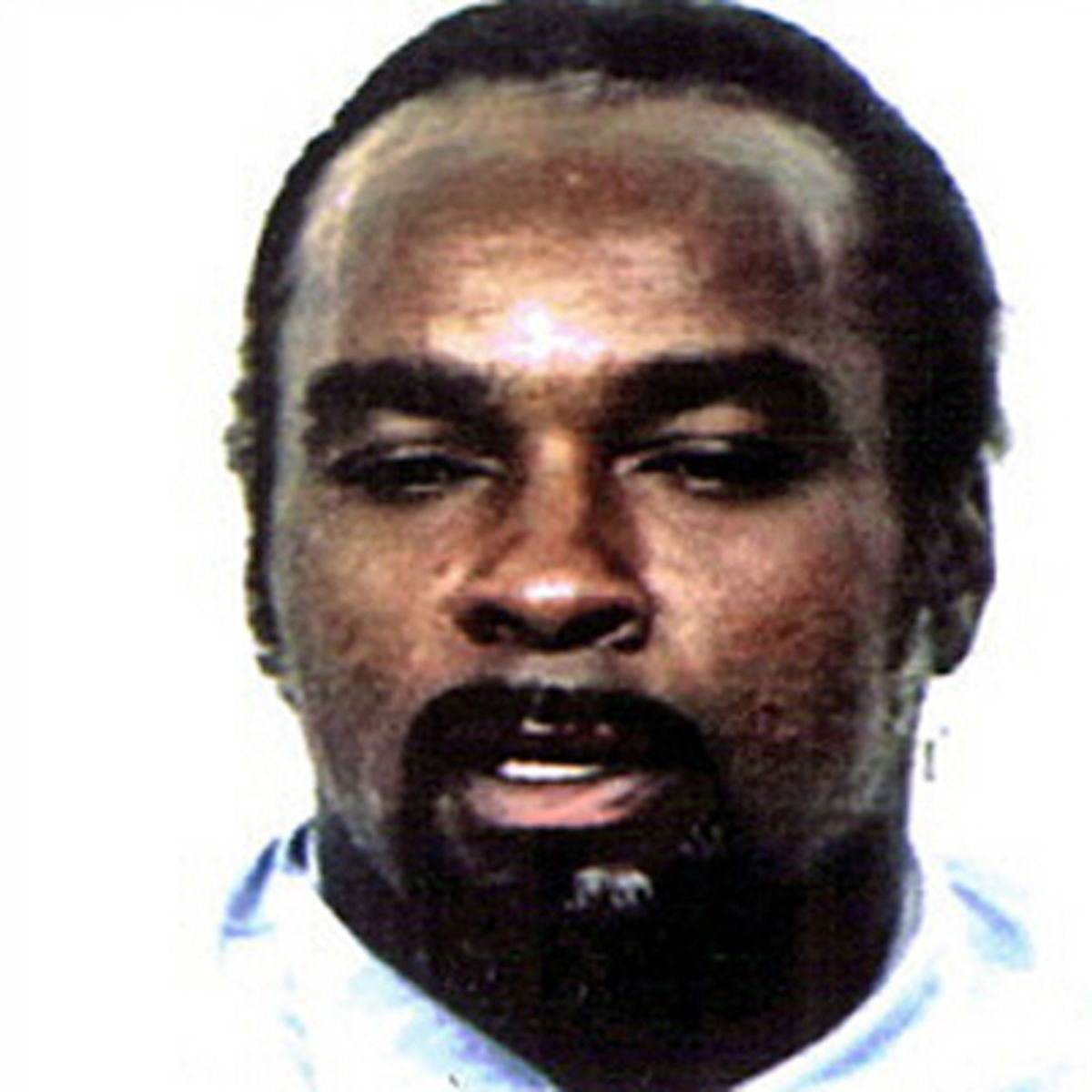
Stanley „Tookie“ Williams, ein frühes Mitglied der Westside Crips

Die Crips expandierten zu dieser Zeit zunehmend. Ein Markstein dieser Entwicklung ist der Beitritt von Stanley Williams 1971 und die Gründung der „Westside Crips“, während Washingtons Gang von nun an als „Eastside Crips“ geführt wurden. Die Konfrontationen von Crips mit anderen Gangs eskalierten zunehmend und die „ehrenhafte“ Art und Weise, wie die Gang nach Auffassung von Washington Konflikte bereinigen sollte, d. h. in Faustkämpfen und Mann gegen Mann, wurde verdrängt durch die zunehmende Bewaffnung der Crips: Zunächst mit Hieb- und Stichwaffen, ab Mitte der Siebziger dann auch mit Schusswaffen, insbesondere Schrotflinten oder selbstgebauten Pistolen. Washington selbst saß ab 1973 aufgrund Diebstahls zweiten Grades im Gefängnis und konnte auf die Entwicklung wenig bis keinen Einfluss nehmen. Tookie Williams dagegen gilt als einer der Befürworter dieser Bewaffnung und Radikalisierung der Crips.
Die zunehmend blutigeren Auseinandersetzungen aufgrund des Einsatzes von Schusswaffen und das generell inzwischen massenhafte Auftreten von Crip-Gangs im gesamten Bereich von South Central Los Angeles veranlasste schließlich rivalisierende Gangs, die fraktioniert und in der Minderheit waren, sich zusammenzuschließen. Federführend waren die „Piru Boys“, die sich in Compton blutige Auseinandersetzungen mit den dort ansässigen „Compton Crips“ lieferten. In einem Treffen mehrerer Gangs in der Piru Street 1972 wurde schließlich die „Blood-Alliance“ gebildet. Da die Crips zu ihrer Identifikation blaue Hals- bzw. Kopftücher trugen, wählten die Bloods die Farbe Rot als Erkennungsmerkmal aus. Diese Identifikation durch spezielle Farben, speziell Rot und Blau, hat sich bis heute erhalten. Außenstehenden in vielen Gang-dominierten Stadtteilen von US-Großstädten ist es dringend abzuraten, derartige Kleidungsstücke zu tragen, um nicht irrtümlich zur Zielscheibe von Gang-Rivalitäten zu werden.
Nachdem Raymond Washington Ende der 1970er Jahre wieder auf freiem Fuß war, bemerkte er, wie drastisch sich die Crips gewandelt hatten, und versuchte offenbar, die Entwicklung entsprechend seinen Auffassungen zu beeinflussen. Am 9. August 1979 wurde Washington aus einem Auto heraus mit einer Schrotflinte erschossen. Die Umstände der Tat lassen darauf schließen, dass Washington seine Mörder kannte. Nach Darstellung von Freunden Washingtons und Beobachtern der Crip-Gangs ist es sehr wahrscheinlich, dass die Täter bzw. die Hintermänner, die bis heute nicht gefasst worden sind, aus den Führungskreisen einer oder mehrerer Crip-Gangs stammten und sich durch Washingtons Ansichten bedroht fühlten oder zumindest gestört sahen.
Bereits einige Monate zuvor wurde Tookie Williams wegen vierfachen Mordes verhaftet. In der Folgezeit etablierten sich neue Crip- und Blood-Gangs, und die Gewalt nahm während der 1980er Jahre massiv zu. Mitverantwortlich dafür war auch die Vermarktung von Crack, das von den verschiedenen Gangs an den Mann gebracht werden sollte. Dadurch kam es zu noch intensiveren Auseinandersetzungen unter den rivalisierenden Gangs. Insbesondere unter verschiedenen Crip-Gangs existieren zum großen Teil bis heute intensive Feindschaften, weswegen eine klare Unterteilung zwischen Bloods und Crips sowie die Wahrnehmung der Crips als einheitlicher Block nicht mehr möglich ist.
Bloods sind untereinander in wesentlich geringerem Maße in gewaltsame Auseinandersetzungen verwickelt, allerdings zeigen sie traditionell gegenüber Crips zum Teil ein erhebliches Maß an Gewaltbereitschaft, und es waren im Wesentlichen Blood-Gangs, die sich in den 1980er Jahren automatische Waffen und selbst Sturmgewehre wie die Kalaschnikow verschafften. Generell hat die Bewaffnung der Gangs während der 1980er und 1990er Jahre völlig neue Qualitäten erreicht, und die vormals recht einfachen Flinten und Revolver wurden durch eine ganze Bandbreite an halb- und vollautomatischen, z. T. sehr teuren Handfeuerwaffen abgelöst.

„In einem dieser Träume", erzählt er, "gehe ich nachts meine Straße runter, allein, auf dem Bürgersteig. Plötzlich hält ein Wagen neben mir, ich kann viele Köpfe drinnen sehen. Ich renne weg. Sie springen heraus und hetzen mir nach. Sie verprügeln mich. Dann beginnen die Kerle zu schießen ... peng! ... mitten in mein Gesicht."“

Statistiken
zeigen, dass die Anzahl der blutigen Auseinandersetzungen („Drive-By Shooting“, „Walk Up“ Schießereien und „Pay Back“ Killings) in den „Neighbourhoods“ mit Höhepunkten in den Jahren 1980 (351), 1991 (771), 1992 (803) und 1995 (807) im 21. Jahrhundert deutlich abgenommen hat. Dafür konzentriert sich die Gewalt auf bestimmte Gebiete. So gab es ab dem Jahr 2007 eine Konzentration in der Gegend um die South Vermont Avenue in Westmont/Los Angeles, die in der Presse als „Death Alley“ bekannt wurde.
1992 wurde mit über 800 Toten aus Bandenkriegen bislang das schlimmste Jahr für Los Angeles. Über die Hälfte der Opfer sind keine Gangster, sondern „zivile Kollateralschäden“ durch verirrte Kugeln. Obwohl es zwischenzeitlich verschiedene Abkommen zwischen Bloods und Crips (bekannt jenes aus dem Jahr 1992 als Reaktion auf die L.A.-Unruhen, initiiert durch verschiedene Watts-Gangs – es handelte sich dabei um den 1992 geschlossenen Watts Truce (Waffenstillstand) zwischen den Grape Street Crips der Jordan Down Projects, den P Jay Watts Crips des Imperial Courts Housing Project und ihren Feinden, den Bounty Hunter Bloods aus den Nickerson Gardens Housing Project, die sich im Imperial Courty Project Gym trafen. Später wurde dieser Frieden auf andere Sets und Untergruppierungen ausgedehnt.) sowie auch zwischen einzelnen Gangs gab, um die grassierende Gewalt einzugrenzen, flammen bis heute immer wieder Konflikte auf, und ein Ende der Gewalt ist nicht absehbar, obwohl die Zahl der Todesopfer insbesondere seit Anfang der 1990er Jahre bedeutend zurückgegangen ist. Ein weiteres Spannungsfeld eröffnet sich seit den 1990er Jahren auch durch Etablierung weiterer ethno-zentrierter Banden, insbesondere aus dem hispanischen Umfeld, zumal South Los Angeles in weiten Teilen inzwischen von Hispanics bewohnt wird und die afro-amerikanische Bevölkerungsgruppe hier zunehmend zur Minderheit wird.

## Chronik
- 1970er Jahre: Von der allgemeinen Rezession in den USA ist auch South Central Los Angeles sehr stark betroffen, und die Arbeitslosigkeit nimmt stark zu
- 1971–1972: Raymond Washington (damals 15) gründet die Baby Avenues, die ihren Namen später in Avenue Cribs umändern. Sie ist die erste Crips-Gang, deren Mitglieder ein Durchschnittsalter von 14 bis 24 Jahren haben.
- 1972–1975: Als Antwort auf die wachsende Gewalt und Territorialansprüche der Crips, schließen sich die Piru Street Boys aus Compton und andere Gangs zusammen. Sie bilden die Bloods – die Gegenbewegung zu den Crips.
- 1972: In South Central L.A. entstehen zehn weitere Gangs. 29 Personen sterben infolge der Kämpfe zwischen Bloods und Crips, von denen beide ein ausgesprochenes Revierverhalten[18] an den Tag legen und ihre Neighborhood mit allen Mitteln gegen „Eindringlinge“ verteidigen.
- 1974: Die Anzahl der Toten aus den Bandenkriegen in South Central L.A., Compton und Inglewood steigt auf 70. Die Morde konzentrieren sich auf ein Areal von etwa 30 Quadratmeilen.
- 1978–1982: Es entstehen 101 neue afro-amerikanische Gangs in Los Angeles, davon 45 Crips-Neighborhoods. Zur gleichen Zeit werden 70.000 Arbeiter entlassen.
- 1978: Los Angeles hat etwa 30.000 Gangmitglieder, denen 201 Menschen[1] zum Opfer fallen.
- 9. August 1979: Crips-Gründer Raymond Washington stirbt im Alter von 25 Jahren bei einer Schießerei zwischen San Pedro und 64th Street in South Central L.A.
- 1980: Los Angeles County zählt 30.000 aktive Gangmitglieder
- 1981: Die Droge Crack findet ihren Einzug in South Central L.A. und hat verheerende Auswirkungen in den Neighborhoods, die sich ohnehin schon in einer schweren Krise befinden. Bloods und Crips steigen in das Drogengeschäft ein und damit steigern sich die Territorialkämpfe um Absatzgebiete. Nicht nur Los Angeles, sondern die ganze USA ist davon betroffen. Auch in anderen US-amerikanischen Großstädten nimmt die Jugendgewalt und das Drogenproblem rapide zu.
- 1981: Bootsie Johnson († 18)[1] ist eines von vielen Zufallsopfern, als er zwischen Oak Street und Santa Fe Avenue in eine Schießerei zwischen „Santana Block Crips“ und „Limehood Pirus“ gerät und mit einer Pump-Action Schrotflinte erschossen wird.
- 1. April 1987 (Karfreitag): Auf der 46th Street[1] in South Los Angeles findet ein Massaker während einer Geburtstagsparty statt. Eine Person kommt dabei ums Leben, neun werden schwer verletzt, darunter ein vierjähriges Kind. Diese Tat wird Auslöser der großangelegten Polizeioperation „Hammer“, die insgesamt sechs Wochen dauert und 2,5 Millionen USD kostet. Dabei wurden ca. 12.500[1] Jugendliche vorläufig festgenommen.
- 31. Januar 1988: Karen Toshima († 27)[19], Graphikerin, gerät in der Nähe des Geländes der University of California, Los Angeles in Westwood Village in den Schusswechsel zweier Gangs und kommt dabei ums Leben. Sie ist das erste „zivile“ Opfer[1] außerhalb der Ghettos und führt den Drogenkrieg, der bislang von der Mittelschicht überhaupt nicht wahrgenommen wurde, erstmals in das Bewusstsein der Öffentlichkeit. Gemäß Staatsanwalt Ira Reiner, seien „die Straßen nirgends so unsicher, nirgends würde ein so schwunghafter Drogenhandel betrieben und nirgendwo so häufig geschossen und gemordet wie in Los Angeles“[1].
- 1988: Der Film „Colors“ erscheint in den Kinos und löst eine Kontroverse über die Polizeigewalt und die eskalierende Jugendgewalt in South Central L.A., aus. „Colors“ zeigt die Ghettos, in denen schwarze Personen leben, und die mit Maschinenpistolen ausgetragenen Kämpfe um Crack-Reviere schonungslos als „War Zones“ mit Zuständen schlimmer als in Beirut. Regisseur Dennis Hopper wurde Gewaltverherrlichung vorgeworfen, was von ihm mit „Ich kann doch nicht lügen, da herrscht nichts als Gewalt, und es wird immer schlimmer“[20] zurückgewiesen wird.
- 1989: Bereits über 400 Personen werden in den Bandenkriegen ermordet[1].
- 1991: Der Film „Boyz N the Hood“, in dem auch der in South Central L.A. aufgewachsene Ice Cube mitspielt und in dem der bekannte Titel von N.W.A („Niggaz Wit Attitudes“) „Straight Outta Compton“ gespielt wird, erregt internationale Aufmerksamkeit.
- 29. April 1992: Der Freispruch für die Polizisten, die an der Misshandlung von Rodney King beteiligt waren, eskaliert in schweren Unruhen, die ihren Anfang in Watts zwischen Normandie Avenue und Florence Boulevard nehmen und sich zu bürgerkriegsartigen Revolten ausweiten. Die Nationalgarde muss einschreiten, um die Krawalle einzudämmen. 1992 werden 803 Tote im Gangsterkrieg von Los Angeles registriert. Die Stadt wird damit zum Symbol für urbane Gewalt.
- 1992: Der Waffenstillstand von Watts, der zwischen einigen Bloods und Crips Fraktionen und 12.000 Gangmitgliedern geschlossen wird, bringt nur eine kurzfristige Entspannung. Nur wenig später brechen die Straßenkämpfe unter den Gangs wieder aus. So wird Dewayne Holmes, einer der Initiatoren des Waffenstillstandes von Watts, wenig später festgenommen.
- 4. September 1993: Im Großraum New York wird die United Bloods Nation gegründet.
- Mitte der 1990er Jahre: Die Bloods und Crips haben sich mittlerweile in den gesamten USA ausgebreitet und zählen 650.000 Mitglieder, davon 150.000 in Los Angeles[21].
- 29. Mai 1998: Orlando Anderson, Crips-Mitglied und mutmaßlicher Mörder von Tupac Shakur, wird bei einer Schießerei mit einer anderen Gang erschossen.
- 13. Dezember 2005: Crips-Mitbegründer Stanley Williams, im Jahr 1981 wegen Mordes verurteilt, wird exekutiert.

## Erkennungszeichen

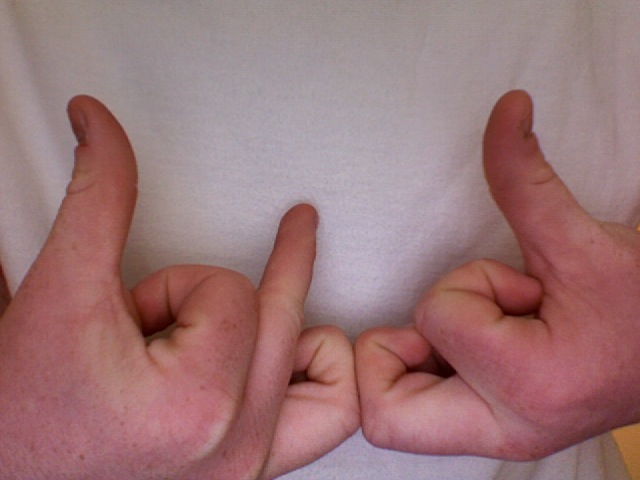
Handzeichen der Bloods

Erkennungszeichen der Bloods ist die Farbe Rot. Häufig tragen sie Sportbekleidung in dieser Farbe. Beliebt sind insbesondere so genannte „Starter Jackets“ (Jacken der Firma Starter Clothing Line). Beliebte Trikots von Sportteams sind die der San Francisco 49ers, der Philadelphia Phillies, der Chicago Bulls und der Boston Red Sox. Sie tragen außerdem Kleidung der Dallas Cowboys, deren Logo einen fünfzackigen Stern enthält. Zu den am häufigsten benutzen Symbolen der Bloods zählen die Fünf, der fünfzackige Stern und die fünfzackige Krone, sowie der Bulle und die Bulldogge. Einige Gangmitglieder tragen drei mit einer Zigarette eingebrannte Punkte auf der rechten Schulter. Bloods vermeiden den (für die Crips stehenden) Buchstaben C oder ersetzen diesen durch ein CK (steht für „crip killer“).

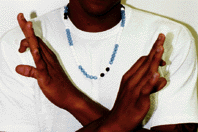
Handzeichen der Crips

Typisch für die Crips ist die Farbe Blau, die oft mit einem Bandana zur Schau gestellt wird. Das Tragen von Sportbekleidung und Tennisschuhen kommt häufig vor. Als Sporttrikots dienen hier die der Los Angeles Chargers aufgrund der hellblauen Farbe. Beliebte Marken sind Dickies, Adidas, British Knights und Nike. Sie vermeiden die Buchstabenkombination CK und ersetzen diese durch ein CC. Das B wird durch ein BK ersetzt. BK steht dabei für „blood killer“.
Bloods grüßen einander mit dem Wort „Blood“ oder mit einem Handzeichen für B. Crips dagegen bezeichnen andere Gangmitglieder oft als „Cuzz“.
Eines der Identifikationszeichen der Gangs ist ihre charakteristische Rapmusik, die unter anderem im Film Straight Outta Compton Verwendung findet.

## Initiationsriten
Wissenschaftliche Quellen bewerten die Darstellung von Ganginitiationsriten in der Populärkultur als fiktionsgetränkt. Unter diesem Aspekt sind die folgenden Absätze zu betrachten.
Zu den Initiationsriten neuer Gangmitglieder („Jump-In“) gehören extreme Gewalttaten, um sich Respekt innerhalb der Gruppe zu verschaffen. Das kann von körperlicher Gewalt bis hin zu Mord, häufig von wahllosen Opfern, gehen. Meistens geht es aber darum, sich in Konflikten mit rivalisierenden Gangs (Schlägereien, „Drive-By Shooting“ etc.) oder bewaffneten Raubüberfällen durch besonderes „Draufgängertum“ zu beweisen. „Beat-Down“ ist eine dieser Prozeduren, bei dem ein Kreis um den Ganganwärter gebildet wird, der darauf so lange von anderen Gruppenmitgliedern auf besonders brutale Art und Weise geschlagen und getreten wird, bis man der Meinung ist, dass dieser sich durch sein Durchhaltevermögen als „würdig“ genug erwiesen hat, der Gang beizutreten. Es geht darum, große Schmerzen auszuhalten und dadurch seine Loyalität zur Gang zu beweisen. „Blood-In und Blood-Out“ beruht auf dem Selbstverständnis der Bloods und Crips, dass man nur durch eine Bluttat der Gang beitreten kann und sie nur durch den eigenen Tod wieder verlassen kann. Die Gang verlangt bedingungslose Gefolgschaft und wird zur Ersatzfamilie.
Die Zunahme weiblicher Gewalt unter Gangmitgliedern wird unter anderem damit erklärt, dass eine gemeinschaftliche Vergewaltigung zu den üblichen Aufnahmeritualen („Sexed-In“ oder „Gangbang“) gehört und wird als Unterwerfung verstanden. Dieser brutalen Prozedur unterwerfen sich die Opfer teilweise freiwillig, um danach im sozialen Rang von einem reinen „Sexobjekt“ mit niedrigstem Rang bis zu einem vollwertigen Gangmitglied aufzusteigen. Verschiedene Autoren äußern Zweifel an der Authentizität dieses Rituals. Eine Publikation zeigte, dass die Darstellungen teils der Fiktion männlicher Gangmitglieder entstammten.

## Aktivitäten
Das Posen eines Crips-Gangsters ist in den Neighborhoods zu einer Art Lifestyle geworden. Es werden Begriffe wie „Crip Walk“, „Crippin' around“ oder „Gangbanging“, in diesem Fall in einem nicht-sexuellen Sinn gebraucht, um die typischen Verhaltensweisen eines O.G., eines Original Gangster, zu zeigen. Viele verbringen einen Großteil des Tages und auch der Nacht damit an Straßenecken herumzustehen, von anderen Respekt einzufordern, machohaftes Imponiergehabe an den Tag zu legen und das Viertel vor dem Eindringen einer anderen Gang zu beschützen. Zu den Aktivitäten der, meist arbeitslosen, Gangmitglieder gehört in erster Linie der Drogenhandel (überwiegend Crack, Marihuana), der häufig im Umfeld der Schulen, der „Neighborhood“ betrieben wird. Das Kokain für die Crackherstellung bezogen die Crips überwiegend vom Cali-Kartell. Ein Kilo Kokain besitzt einen Straßenwert von 10.000 Dollar. In den „Crackküchen“ der Gangs werden daraus ca. 12.000 Portionen Crack mit einem Wert von jeweils ca. zehn Dollar „gebacken“. Der Absatz ist riesig. Auf dem Rauschgiftmarkt wird erbittert um jeden Häuserblock gekämpft.
Daneben gehören im gewissen Maße auch Schutzgelderpressung, illegaler Waffenhandel und Zuhälterei („Pimp Business“) zu den Einkommensquellen. Im Soziolekt der Jugendbanden sind die „Gangers“ die Gefolgsleute der Gang, „Bangers“, diejenigen, die einen Stoßtrupp in feindliches Territorium bilden und die dritte Gruppe sind „Hangers“ und „Wannabes“ (auch B.G. – „Baby Gangster“), die zwar mitlaufen aber offiziell noch nicht den Status eines vollwertigen Gangmitgliedes haben. Die „Shooters“ setzen mit vollautomatischen Waffen ungezielte Feuerstöße ab. „Killer/Killaz“ hingegen führen gezielte Auftragsmorde aus. „Lookers“ oder „Look-Ups“ stehen häufig als Beobachtungsposten an Straßenecken und warnen vor „Grenzübertritten“ feindlicher Gangs. Es sind zumeist 12 bis 13-jährige Schüler mit Funkpiepern ausgestattet. Sie verdienen damit 300 bis 400 US-Dollar die Woche. Ein sehr guter Verdienst bei einer Jugendarbeitslosigkeit von ca. 50 % und einem legalen Pro-Kopfeinkommen von etwa 5.000 USD pro Jahr. „Hookers“ sind Prostituierte und „Pusher“ kleine, ambulante Drogenverkäufer auf der Straße. „Dealer“ sind Drogenhändler im großen Stil, die durch den Profit dann zu wohlhabenden „Rollers“ werden. Ice-T hat einmal betont, dass im Ghetto allein das „Gesetz des Dschungels“ und des Stärkeren gilt. Zur Reputation gehört, wer sich männlich und gewalttätig aufführt.
Frauen werden als „Hoes“ (Huren) und „Bitches“ (Schlampen) bezeichnet, „die nur flach gelegt werden wollen.“ Die Perspektiven von Gangmitgliedern sind gering. Für die meisten von ihnen gibt es entweder nur Gefängnis oder alternativ den Tod auf der Straße. Der gewaltsame Tod vieler Gangsta-Rapper, die eine Gangzugehörigkeit aufweisen, wird in der Szene häufig entsprechend heroisiert: „Der Rapper Seagram Miller aus Oakland starb im Kugelhagel in den frühen Morgenstunden. Er befand sich in einem feindlichen Stadtviertel, als er niedergeschossen wurde. Seagrams Partner, Gangsta P, wurde bei dem Feuerüberfall lebensgefährlich verletzt.“. Während Lil Wayne, Cardi B, Chris Brown, Immortal Technique, Prodigy, Waka Flocka Flame, RZA, GZA, B-Real, Birdman, Cormega, Sen Dog, Cam’ron und The Game zu den Bloods gerechnet werden, sind Snoop Dogg, Dr. Dre, Eazy-E, Nate Dogg, Coolio, Young Jeezy, Warren G, Schoolboy Q, Tone Lōc, Afroman, 40 Glocc, MC Ren, Daz Dillinger und Kurupt mit den Crips assoziiert. Sie besingen das Leben von Bandenchefs, Drogenbaronen und der Gesetzlosigkeit und bedienen sich dabei mit Ausdrücken wie „Niggaz“, „Fuckin‘ Nigga Hoes“ oder „Motherfuckaz“ ihres eigenen Jargons.
Die O.Gs. sind Vorbilder der Baby Gangster, die den meist durchtrainierten und dominanten Jugendlichen unmittelbar nacheifern möchten. Um sich hervorzuheben, müssen sie bei ihren Taten noch todesmutiger und kaltblütiger als die O.Gs. vorgehen, was zur Folge hat, dass viele von ihnen schon sehr jung sterben. Die Bloods und Crips sind bekannt dafür, dass sie die Neulinge sehr häufig auf „Himmelfahrtskommandos“ schicken, die sehr oft tödlich ausgehen. Nach Aussage der Gefängnispsychologin Susan Egan, schafft es ein Fünftel von ihnen „an die Spitze, ein anderes Fünftel geht zur Hölle.“ Bandenbegräbnisse in den Ghettos von Los Angeles werden farbenprächtig und mit großem Prunk begangen. Der Set trägt dabei seine Bandanas um den Kopf und die Waffe bis zum letzten Geleit. Geistliche und Sozialarbeiter können manchmal einen Waffenstillstand für den Trauerzug des erschossenen Gangmitglieds aushandeln, doch sehr oft wird dieser auch aus vorbeifahrenden Autos von einer verfeindeten Gang beschossen. Howard „Yogi Bear“ Hall, ehemaliges Mitglied der „Mona Park Crips“ und Überlebender der Gangwars, bezeichnet den Lebensstil der Banden als „Todeskult, denn am Ende würde alles zerstört und nur Grabsteine übrig bleiben.“.

## Auswirkungen
Die Antwort der Polizei auf die Auswüchse „schießwütiger Gangbanger“ auf der Straße sind Hubschrauberüberwachung und zumeist Gegengewalt (u. a. 1987 Operation „Hammer“) und weniger Deeskalation. Von der Polizei werden die gemeinnützigen Wohnsiedlungen (Projects) von Los Angeles häufig wegen ihrer Gefährlichkeit als „Snake Pits - Schlangennester“ bezeichnet. Streetworker machen die Beobachtung, dass an den 1. und am 15. eines jeden Monats, wenn die Sozialhilfe-Schecks im Ghetto eintreffen, die Schießereien signifikant abnehmen. Denn die durchschnittlich 295 USD reichen für zwei, drei „Drogennächte im Vollrausch der Glückseligkeit“. „Mütter vergessen ihre Babys, Männer ihre Frauen und die ,Crips' und ,Bloods', dass sie einander umbringen müssen.“, so heißt es. Die Krankenhäuser der umliegenden Region sind auf die Versorgung von Schusswunden spezialisiert. Im King Drew Hospital (jetzt Martin Luther King Hospital) in Willowbrook, zwischen Watts und Rosewood, wurden während des Höhepunktes des „Gang Wars“ mit Schwerpunkt in South Central, Compton und Watts, Anfang der 1990er Jahre mit über 5.000 Schussverletzten pro Jahr mehr als in jedem anderen Krankenhaus der USA versorgt. Die Notaufnahme hätte in manchen Nächten mehr Schwerverwundete zu versorgen als in einem Krisen- oder Kriegsgebiet. So meldete der Chefarzt Dr. Fleming an das Pentagon, „In Los Angeles findet ein Krieg statt, wir brauchen Hilfe“. Der Eingang der Notaufnahme musste von Sicherheitspersonal bewacht werden, da verfeindete Gangs immer wieder versuchten, einem verletzten Rivalen noch im Krankenhaus den „Fangschuss“ zu geben. William Rathburn, Polizeichef von South Central LA, beschreibt die Situation wie folgt: „Wir können lediglich notdürftig dafür sorgen, dass die Dämme nicht brechen. Ich habe 1.200 Polizisten und die Hälfte des gesamten Bandenproblems am Hals; den Begriff ,gewinnen' habe ich aus meinem Wortschatz gestrichen.“ Daryl Gates, Polizeichef des LAPD, berichtete im Jahr 1991 in aller Schärfe von den „Kriegszuständen in Los Angeles“: „Hier herrscht Krieg. Dies ist Vietnam.“ Und nach den Worten des Bürgermeisters von Artesia, James Van Horn, seien die Schwarzen gewissermaßen die Vietcong, die sich zu den beiden Superbanden der Bloods und Crips zusammengeschlossen hätten. Seit Beginn der „Crack-Epidemie“, in der zweiten Hälfte der 1980er Jahre, sei die Situation völlig aus der Kontrolle geraten. Infolge der vehementen Bandenkriege treffen unbeteiligte Zivilisten gewisse Sicherheitsmaßnahmen: So wird in einigen Gegenden nachts kaum noch das Licht angemacht, ebenso wenig das TV-Gerät, um kein Ziel abzugeben und viele schlafen auf dem Fußboden, um nicht im Bett von Schüssen und Querschlägern getroffen zu werden.

## Splittergruppen (Sets), Untergruppierungen und ihre Territorien (Auswahl)
- 900 Block Bloods: Bloods-Gang aus Compton, die zu den Tree Top Pirus[40] gerechnet wird.
- Black P. Stones Bloods/Almighty Black P. Stone Nation (BPSN): angeblich bis zu 100.000 Mitglieder fassende, aus Chicago stammende Organisation. Die Black P. Stones Jungles, die einige Territorien in Los Angeles für sich beanspruchen, sind eine Unterdivision der Black P. Stones (BPS). Im Jahr 1972 gehörten die BPS zusammen mit den LA Brims, Piru St Boys, Athens Park Boys, Bishops, Denver Lanes, Pueblos und Lueders Park Hustlers zu den Gründern der Bloods. Die BPS wiederum untergliedern sich in zwei Gangs: den City Stone Bloods „Bity“ aus Mid-City/Arlington Heights und den Jungle Stone Bloods, die es schon seit 1969 gibt. Letztere kommen aus Baldwin Village, auch bekannt als „The Jungle“, einer Neighborhood  der West Side von South Central Los Angeles. Schnell wuchsen sie zu einer der größten Gangs in South LA. Die Black P Stones werden auf 700 Mitglieder geschätzt. 300 davon allein in Baldwin Village. In der Zeit von 2000 bis 2005 sind die Jungle Stone Bloods für etwa 28 Morde und 1.500 Raubüberfällen verantwortlich. Ihr Hauptquartier war lange Zeit das Chesapeake Apartment[41], ein Wohnkomplex mit 425 Wohneinheiten, der mehrfach von der Polizei gestürmt wurde. Am 10. November 2005 begann „Operation Stone Cold“, ein Großeinsatz der LAPD gegen die BPS mit 18 Verhaftungen. Bei einer weiteren Razzia im Jahr 2011 wurden 30 – 40 Gangmitglieder verhaftet. Die Erfahrungen des Polizeibeamten Brian S. Bentley mit den BPS wurden in dem Buch „One Time: The Story of a South Central Los Angeles Police Officer“ (Cool Jack Publishing. 2016. ISBN 978-1-890632-03-8) festgehalten.
- Bounty Hunter[42] Bloods oder East Side Bounty Hunter Bloods (ESBHB): Blood Gang aus Watts.[43] Diese Gruppierung entstand bereits 1972 und ist auch in Watts, wo sie zu den größten Gangs gehört, unter dem Namen East Side (E/S) Bounty Hunters Watts Bloods aktiv.[44] Sie beherrschen das Nickerson Gardens Housing Project von der 108th Street (Norden) bis zur Imperial (Süden), zwischen Compton Ave (Osten) und Central Avenue. Ihre direkten Rivalen sind die Grape Street Watts Crips. Auch mit den Piru Sets stehen sie in Fehde. Ihre Vorgänger aus den Jordan Downs Projects[45] nannten sich Green Jackets und wurden von Rhea (Ray) Boyce angeführt. Die Bounty Hunter entstanden 1971 in der 112nd Street um Persönlichkeiten wie Gary Barker und Junior Thomas. 1978 wurden westlich der Central Avenue die Bell Haven Bounty Hunters gegründet und 1981 von Renee McGowen die Lot Bounty Hunters. Die Bounty Hunters spalteten sich schnell in zahlreiche Sets auf[46]. Ihre Erzrivalen sind die Grape Street Watts. Die in den 1980er und Anfang der 1990er Jahre mit aller Härte ausgetragenen Feindseligkeiten gingen erst 1992 mit dem Waffenstillstand von Watts zurück. Die Geschichte dieser Neighborhood ist in der Zeitschrift Allhood Publications Magazine, Issue #2 | Grape Street Crips & Bounty Hunters niedergeschrieben. 2018 wurde ein Interview mit Anthony “00” Boykin, einem Bandenanführer[47] der Bounty Hunters in New York aufgezeichnet.
- Center Park Bloods (CPB) auch Center Park Boys: die CPB sind seit den 1970er Jahren auf der Westside von Inglewood, zwischen der 111st und 108th Street aktiv.[48] Im Vergleich zu anderen Sets in der lokalen Neighborhoods sind die CPB die eine Allianz mit den Inglewood Family Bloods bilden, eher klein. Die CPB entstammen ursprünglich der Inglewood Family Gang und bekriegen insbesondere die Mad Ass Gangster Crips, Imperial Village Crips, Tonga Crips Gang, Osage Legend Crips und Raymond Avenue Crips.
- Centinela Park Family (Bloods): die CPF stammt aus der Eastside von Inglewood.[49] Sie sind mit den Family Bloods assoziiert und bekämpfen die Rollin 60 Crips. Ihr Gebiet konzentriert sich um den Edward Vincent Junior Park an der Centinela Avenue, zwischen Hyde Park Blvd und Florence Avenue[50]
- Crenshaw Mafia Gangster (CMG) (Bloods): die CMG kommt aus Inglewood/Westside. Dieser Set[51] wurde häufig in Filmen wie „Boyz N The Hood“ (1993), „The Wood“ (1999), „Straight Outta Compton“ (2015) und Dope (2015) erwähnt. Diese Gruppierung entstand in den 1970er Jahren und umfasst das Kerngebiet Century Blvd und 104th Street, Village Darby-Dixon, eine Neighborhood auch bekannt als „The Bottom“/„Bottoms Ville“. Einige Rapper der Gruppe Damu Ridas (1993 haben sie unter anderem den bekannten Song „Piru Love“ tBAo Bloods - Piru Love (Original Album Version) veröffentlicht) waren Mitglieder der CMG. Von ihnen kamen alle bei Schießereien ums Leben.
- Doty Block Gang: eine kleinere Gruppierung aus Inglewood[52]
- East Coast Crips (ECC): mächtige Crips-Gang,[53] welche weite Teile East Side von Los Angeles und South Central Los Angeles[54] regiert. Die ECC tritt teilweise ähnlich einem Franchiseunternehmen auf, die ihren Namen an zahlreiche unabhängige Gangs verleiht: 1 East Coast Crips, 59 East Coast Crips, 62 East Coast Crips, 66 East Coast Crips, 68 East Coast Crips etc. Derzeit stehen die ECC im Krieg mit hispanischen Gangs.
- Eight Tray Gangster Crips (ETGC) auch 83 Gangster Crips: die ETGC sind eine berüchtigte Formation aus South Central L.A. Sie stammen aus den Neighborhoods zwischen der Gage Ave. – 79th Str., Western u. Vermont Ave. Vom FBI werden sie als die gewalttätigste Gang von Los Angeles angesehen.[55] Ihre Mitglieder tragen häufig Baseballcaps mit Abzeichen der Texas Rangers bzw. der Texas Longhorns, woraus sich der Buchstabe T ableitet. Die ETGC kamen in die Schlagzeilen, als sie während einer Drogenübergabe zwei minderjährige Mädchen erschossen. Am 29. April 1992, als die Misshandlung Rodney Kings durch Polizisten und deren anschließender richterlicher Freispruch die gewaltsamen Unruhen in LA auslöste, waren die ETGCs die erste Gang, die den Krieg erklärte. In einer von einem Nachrichtenhubschrauber aufgenommenen und live im nationalen US-Fernsehen ausgestrahlten Szene war zu sehen, wie der weiße LKW-Fahrer Reginald Denny von Mitgliedern der ETGC auf offener Straße halb tot geprügelt wurde. Der bekannteste ETGC-Gangster ist Sanyika Shakur (bürgerlicher Name: Kody Dehjon Scott, * 13. November 1963), der in seinem Viertel unter dem Beinamen „Monster“ zahlreiche Verbrechen beging. 1993 wurde seine Biographie unter dem Titel „Monster: The Autobiography of an LA Gang Member“[56] veröffentlicht. Ein weiteres Mitglied, Trynon Lee Jefferson, genannt „Psycho“, wurde wegen dreifachen Polizistenmord in der Manchester Ave bundesweit gesucht.
- Grape Street Watts Crips (GSWC/GSC/GSW): die GSWC sind die erste Crips-Gang,[57] die in Watts gebildet wurde. Ihr Kernland sind die Jordan Downs Housing Projects von der Grape Street bis zur 97th Street, der Alameda Street und 103rd Street. Ihre Kämpfe und ihre unversöhnliche Haltung gegen die Bounty Hunter Bloods sind als die langwierigsten und blutigsten Fehden im gesamten Gangkrieg von Los Angeles bekannt. Die GSWC treten in der Dokumentation von Stacy Peralta „Crips and Bloods: Made in America“[58] aus dem Jahr 2008 auf. Die Grape Street Crips haben Blau, die typische Farbe der Crips, gegen Violett[1]eingetauscht.
- Imperial Village Crips (IVC): die IVC sind in Arbor Village, Inglewood, aktiv.[59] Diese Gang erhielt mediale Beachtung durch ihre Verbindung zu dem Rapper Tyruss Himes, der sich später den Bühnennamen Big Syke zulegte und das Lied „Thug Life“ veröffentlichte. Die IVC bekämpfen alle lokalen Blood Gangs, insbesondere die Crenshaw Mafia Bloods und die Inglewood Family Bloods.
- Inglewood Family Gang (IFG) oder Inglewood Family Gangster Bloods: eine der ersten Bloods Gruppen,[60] die von Anfang an in direkter Fehde zu den West Side Crips unter Stanley „Tookie“ Williams stand. Sie sind mit der Avenue Piru Gang, den Crenshaw Mafia Bloods und der Centinela Park Family verbündet.
- Osage Legend Crips: ihr Gebiet ist Inglewood. Die Gang ist eine der wenigen, die kurioserweise von Bloods[61] dominiert wird. Sie stehen in Fehde mit anderen Crips-Formationen, wie z. B. der Tonga  Crip Gang
- Pirus/Piru Street Family oder Avenue Piru Gangsters (APG): Die Pirus untergliedern sich in zahlreiche Sets. Sie entstanden in Compton, breitete sich in Carson, Hawthorne, Houston, San Diego, Fresno, Santa Barbara und Watts aus und gehören der Blood Allianz an. Ihre Farben sind Rot und Burgunderrot.
  - 135 Pirus
  - Avenue Piru Gang
  - Bartender Pirus
  - Butler Block Piru
  - Campanella Park Pirus
  - Cedar Block Pirus
  - Cross Atlantic Pirus
  - East Compton Piru
  - East Side Pirus
  - Elm Street Pirus
  - Fruit Town Pirus
  - Holly Hood Pirus
  - Lueders Park Pirus
  - Lime Hood Pirus
  - Neighbor Hood Pirus
  - Mob Piru
  - Original Block Pirus
  - Taper Street Pirus
  - Tree Top Pirus
  - Village Town Piru
  - West Park Piru
  - West Side Pirus
- Project Watts Crips: auch bekannt als PJ Watts Crips (PJWC) oder PJ Crips aus dem Imperial Courts Housing Project in Watts.[62] Die PJ Watts Crips wurden durch ihren Anführer Tyrone Tony Thomas, alias „Tony Bogard“, bekannt, welcher 1992 maßgeblich am „Waffenstillstand von Watts“ beteiligt war. Zwei Jahre später kam „Tony Bogard“ bei einer Schießerei mit einem Mitglied aus der eigenen Gang ums Leben.
- Queen Street Bloods (QSBG): die GSBG kommen aus der Westside von Inglewood[63] und wurden in den 1980er Jahren von den Bloods durch ihre eigenmächtige Allianz zu den NeighborHood Pirus von der Blood-Allianz sanktioniert.
- Raymond Ave Crips = World Famous Raymond Crips (RAC): die RAC sind in der Westside von Los Angeles und in Inglewood[64] zuhause.
- Rollin 20's Neighbourhood Bloods (R20NHB): eine der ältesten Bloods Gangs aus dem West Adams District, West Side/South Central L.A.[65] Mittlerweile sind die R20NHB eine der größten Bloods Gang in L.A. geworden. Eines ihrer bekanntesten Mitglieder ist der spätere Schriftsteller Terrell C. Wright[66]
- Shot Gun Crips (SGC): Die SGC beanspruchen die Westside von Gardena/Kalifornien[67] für sich.
- Tongan Crips Gang (TCG) auch T-Gang: Crips Set mit pazifischen Wurzeln (Samoa, Tonga u. a.). TCG[68]  ist in ganz Kalifornien und Utah aktiv.
- United Bloods Nation/East Coast Bloods: eine der größeren Bloods Gang, die sich mit ihren 5.000 bis 7.000 Gangmitgliedern im Großraum New York etabliert hat.
- Venice Shoreline Crips (VSLC/VSC): sogar das vornehme Venice hat eine Crips Fraktion. Sie wurden in der afro-amerikanischen Venice Oakwood Neighborhood, auch bekannt als „The Ghetto by the Sea“ gegründet. In den 1980er Jahren begann auch diese Gang mit Crack zu dealen. In den 1990er Jahren fingen die Konflikte mit der Culver City 13 Gang um die Mar Vista Gardens Projects an, die in nächtlichen Feuergefechten ausgetragen wurden. Am Ende wurden die VSC aus den hart umkämpften Mar Vista Gardens Projects vertrieben.
- Weirdos Gangster Bloods (WGB): die WGB sind auf der West Side von Inglewood[69] aktiv. Ihre Anhänger tragen Washington National Baseball Caps, daher der Name W für Weirdos.
- Westside Crips: einer der ältesten Crips Sets aus dem Jahr 1971,[70] die im Umfeld der Washington High School an der Denker Ave. Gegründet wurde und sich später nach Bakersfield, Kalifornien, ausbreitete.

Bloods und Crips zeigen ein undurchsichtiges Netzwerk aus verschiedenen, teilweise brüchigen Allianzen, sowie z. T. sogar Fehden zwischen einzelnen Bloods und Crips-Sets untereinander. Die Grenzen sind nicht statisch, sondern werden oft wöchentlich neu gezogen.

## Darstellung in der Literatur
In ihrer später als Fälschung enttarnten angeblichen Autobiographie „Love and Consequences“ beschreibt Margaret Seltzer (Pseudonym Margaret B. Jones) ihr angebliches Leben als Mitglied der Bloods.

## Filme
- Bastards of the Party[72] – Dokumentation 2005 (Fundierte HBO-Dokumentation über die komplette Entstehungsgeschichte der Bloods-Crips-Problematik)
- Colors – Farben der Gewalt[73] – Spielfilm 1988 (Regie: Dennis Hopper Darsteller: Robert Duvall, Sean Penn)
- Crips and Bloods: Made in America[74] – Dokumentation 2008 (Regie: Stacy Peralta)
- Redemption – Früchte des Zorns[75] – Spielfilm 2004 (Regie: Vondie Curtis-Hall Darsteller: Jamie Foxx)
- Bloods vs. Crips Bandenkriege – Dokumentation von Stéphanie Lamorré, ARTE, 2017
- Female Crips/Bloods (Cripettes and Bloodettes) Documentary – Dokumentation über die Zunahme der weiblichen Gewalt (Cripettes and Bloodettes) unter den beiden Gangs